# Дрешер, Юлия Николаевна
Юлия Николаевна Дрешер (род. 26 июня 1953, Рандава, Краснокутский район, Харьковская область, УССР, СССР) — советский и российский библиотековед, доктор педагогических наук, Заслуженный работник культуры Республики Татарстан.

## Биография
Родилась 26 июня 1953 года в Рандаве. В 1973 году поступила на естественно-географический факультет КазГУ, который она окончила в 1978 году, а в 1983 году поступила на аспирантуру КазГИКИ, который она окончила в 1993 году. В 1983 году была избрана на должность директора Республиканский медицинский библиотечно-информационный центр Минздрава Татарстана, одновременно с этим заведует кафедрой документоведения на информационно-библиотечном факультете КазГУКИ.

## Научные работы
Основные научные работы посвящены библиотековедению. Автор свыше 300 научных работ, 14 монографий и свыше 20 учебников.

## Награды
- Почётное звание «Заслуженный работник здравоохранения Российской Федерации» (2006 год) — за заслуги в охране здоровья населения, повышении качества медицинской помощи и многолетний добросовестный труд[1].
- Премия Правительства Российской Федерации в области образования (2006 год) — за цикл трудов «Методология и технологии реализации региональной системы непрерывной профессиональной подготовки специалистов социокультурной сферы и искусств Среднего Поволжья»[2].
- Медаль «В память 1000-летия Казани» (2005 год), «За заслуги в проведении Всероссийской переписи населения» (2003 год)[3].
- Медаль «За доблестный труд» (2018 год) — за большой вклад в дело охраны здоровья населения и многолетнюю добросовестную работу[4].